# Reação álcali-agregado
Reação álcali-agregado (RAA) é um termo usado principalmente para se referir a reação que ocorre no concreto no estado endurecido em idades tardias entre álcalis(óxido de sódio ou  óxido de potássio) . Essa reação normalmente causa expansão pela formação de um gel expansivo(também chamado de gel de sílica,/gel sílico-alcalino) que absorve água por osmose e se expande entre os poros do concreto, até que os espaços vazios terminem e leve a um aumento de tensão. Esse aumento nos esforços internos pode causar a fissuração , e perda de resistência do concreto.
É um dos fenômenos que mais interfere na durabilidade do concreto.
Esse fenômeno foi identificado pela primeira vez por Stanton nos Estados Unidos. O maior número de estruturas atingidas está na America do Norte, porém há casos documentados recentemente no Brasil. Embora seja documentado desde 1940, não foi formulado até hoje nenhum modelo numérico para simular sua influência sobre uma estrutura. Foram propostos diferentes mecanismos de sua atuação por pesquisadores como:  Léger et al e Peterson e Ulm.
A reação álcali-agregado é genérica, mas relativamente vaga, podendo levar a confusões. Definições mais precisas são as abaixo:
1. Reação álcali-sílica[5](ASR, tipo mais comum);
2. Reação álcali-silicato[5]; e
3. Reação álcali-carbonato.[5]

Como existe uma dependência da umidade este tipo de reação é mais comum em obras hidráulicas(ou expostas a umidade). Também recomenda-se maior preocupação em obras de estruturas especiais, mesmo que sejam maciças e secas.

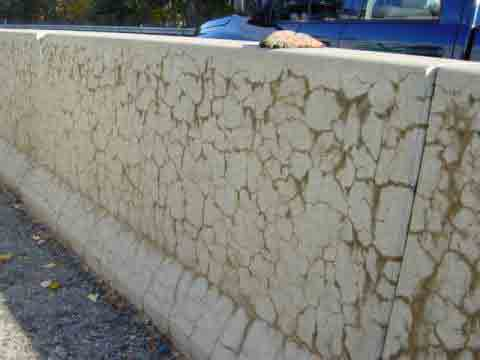
Rachaduras típicas relacionada com a reação álcali-sílica ao longo da rodovia perto Leominster, (MA - EUA).

## Fatores para ocorrência da reação
O surgimento está relacionada a:
- Presença de sílica reativa[5][8]
- Presença de álcalis[5][8]
- Umidade suficientemente alta[5][8]
- Temperatura[8]

### Presença  de álcalis
A presença de álcalis aumenta a concentração de hidroxilas(elevando o pH). Normalmente esses álcalis têm origem no clínquer do cimento. O máximo de álcalis no concreto varia dependendo de pesquisa de 1,8 a 2,3 kg/m³ e limite máximo do sódio entre 0,4 a 0,6 %. Se houver alto consumo de cimento uma taxa menor 3 kg/m³ é apontado como melhor parâmetro para ignorar os efeitos da RAA. Porém na literatura há divergências quanto ao uso somente da concentração de álcalis, pela possível interferência da vizinhança.
O feldspato alcalino também é apontado como uma das fontes potássio e sódio. É encontrado em rochas ígneas tais como granitos e riolitos.

### Presença de sílica reativa
A identificação de sua presença no agregado é difícil.
Entre as rochas que apresentam maior incidência são os quartzitos e quartzos fraturados, tensionados e preenchidos por inclusões.

## Reação álcali-sílica
A reação álcali-sílica é a mais comum forma de reação álcali agregado. Está relacionada a presença de sílica amorfa. A sílica amorfa está presente em agregados como opala, calcedônia,cristobalita, tridimita, certos tipos de vidros naturais (vulcânicos) e artificiais, e o quartzo.
Nessa reação há o ataque da sílica ativa pelo hidróxido de cálcio dissolvido a partir dos álcalis do cimento Portland , normalmente nos poros ou superfície dos agregados.

## Reação álcali-silicato
É considerada um caso particular reação álcali-sílica.
Reação álcali-silicato ocorre quando uma camada de silicatos(argilo mineras), presente na forma de impureza reagem, porém mais lentamente. De forma resumida a reação se processa quando os hidróxidos dos álcalis reagem com os silicatos e agregam-se entre a pasta do cimento e o agregado constituindo um gel sílico-alcalino que expande-se.
É a reação mais comum no Brasil devido a utilização de quartzito, granito e gnaisses rochas de mineralogia: quartzo e feldspato.
A identificação dessa reação é mais difícil se ela estiver associada a reação álcali-sílica que processa mais rapidamente.

### Mecanismo de reação

#### Fase Inicial
O ataque dos álcalis ao grupo silanol ({\displaystyle Si-OH}) forma um gel expansivo ({\displaystyle Si-O-Na}), conforme a equação:
{\displaystyle Si-OH+OH^{-}+Na^{+}\rightarrow [Si-O-Na]+H_{2}O} (Reação I)
Posteriormente, há o ataque ao solixano (também com a formação de um gel expansivo), conforme a equação:
{\displaystyle Si-O-Si+2NaOH\rightarrow [Si-O-Na]+H_{2}O} (Reação II)
De forma análoga, esse processo ocorre para o potássio:
{\displaystyle Si-OH+OH^{-}+K^{+}\rightarrow [Si-O-K]+H_{2}O} (Reação I)
{\displaystyle Si-O-Si+2KOH\rightarrow [Si-O-K]+H_{2}O} (Reação II)

## Reação álcali-carbonato
Essa reação ocorre entre alguns tipos de calcários dolomíticos e os álcalis presentes no concreto. É o tipo mais agressivo além de ocorrer em idades mais jovens, porém como depende de substâncias mais raras nos agregados seu número de ocorrência é menor.
É a única em que não se forma um gel expansivo, mas uma combinação dos álcalis com hidróxidos de magnésio, que causa a "desdolomitização" do agregado. A "desdolomitização" modifica a estrutura do calcário, provocando aumento de volume e enfraquecimento da ligação pasta-agregado..
Essa reação também é a única que o uso de pozolana pode não ser efetivo, nesse caso a escória de alto de alto forno apresentaria melhor resultado por reduzir a permeabilidade.
Na reação álcali-carbonato diferentemente das demais não é formado gel expansivo, ocorre a expansão do mineral Brucita (Mg(OH)2). Além disso, também há a formação de carbonatos cálcicos e silicato magnesiano.

### Mecanismo
As reações presentes são:
"Desdolomitização":
{\displaystyle CaMg(CO_{3})_{2}+2AOH\rightarrow A_{2}CO_{3}+Mg(OH)_{2}+CaCO_{3}}(Reação I)
Onde:
- {\displaystyle CaMg(CO_{3})_{2}} é a dolomita
- {\displaystyle Mg(OH)_{2}} é a brucita
- {\displaystyle CaCO_{3}} é a calcita
- A representa o álcali que participa do processo (sódio, potássio ou lítio).

O carbonato alcalino, representado como {\displaystyle A_{2}CO_{3}} reage. No caso do sódio conforme:
{\displaystyle Ca(OH)_{2}+Na_{2}CO_{3}\rightarrow 2NaOH+CaCO_{3}} (Reação II)
No caso do potássio conforme:
{\displaystyle Ca(OH)_{2}+K_{2}CO_{3}\rightarrow 2KOH+CaCO_{3}} (Reação II)
A reação II intensifica a primeira, uma vez que por meio da segunda reação é formado o álcali necessário para desdolomitização. Dessa forma, as reações ocorrem com alta intensidade até que haja perda do álcali por reações secundárias ou a dolomita tenha reagido por completo.

## Consequência
Indícios de RAA:
- Eflorescência do gel expansivo[10]
- Descoloração do concreto[10]
- Agregados graúdos com sinais de reação em suas bordas[10]
- Preenchimento de poros por material esbranquiçado com composição do gel.[10]
- Surgimento de microfissura na argamassa preenchidas por material esbranquiçado.[10]

As principais consequências são:
- Fissuras no concreto.[10]
- Deslocamento diferencial entre blocos de concreto.[10]
- Diminuição da resistência mecânica.[12]
- Diminuição do módulo de elasticidade.[12]

## Casos
Atualmente estima-se que haja casos RAA documentados em 50 países. Em 1995 se realizava a seguinte estimativa:
| País           | Porcentagem de casos publicados |
| -------------- | ------------------------------- |
| Estados Unidos | 25                              |
| Canadá         | 23                              |
| África do Sul  | 12                              |
| Noruega        | 6                               |
| Reino Unido    | 5                               |
| França         | 5                               |
| Espanha        | 3                               |
| Brasil         | 3                               |
| Portugal       | 2                               |
| Índia          | 2                               |
| Paquistão      | 2                               |

Argentina, Austrália, Gana, Ilhas Jersey, Quénia, Moçambique, Nigéria, Suíça, Zâmbia e outros apresentam apenas 1% dos casos notórios até 1995.

### Brasil
No Brasil são relatados casos em: Paulo Afonso I (identificado 78-23 anos após a construção), Paulo Afonso II (identificado 78-16 anos após a construção) e Paulo Afonso III (identificado 78-5 anos após a construção),Paulo Afonso IV(identificado em 1984-4 anos após a construção), Usina hidrelétrica Apolônio Sales(Moxotó)(identificado 1978-4 anos após a construção),   reservatório de Pedro Beicht(identificado 91-56 anos após a construção), barragem rio das pedras , Sobradinho, Jaquara(identificado 71-17 anos após a construção), entre outras barragens.
Também foram identificado em 2004 em Recife nos Edifício Areia Branca, Solar da Piedade, Edifício Apolônio Sales e Edifício da Piedade casos de RAA.(no caso do Areia Branca, apesar de haver o colapso da estrutura a RAA não foi causadora). Uma das explicações é o contato da fundação com os rasos lençóis freáticos da cidade.

### Estados Unidos
Problemas ocorreram em várias barragens como: Parker, Stewart Mountain, Gene Wash, Copper Basin, Buck, American Falls, Coolidge, Owyhee, Hiwassee, Chickamauga, Fontana. Além de efeitos em obras rodoviárias e monumentos.

## Soluções
Não há método recomendado de prevenção quando o agregado é identificado como reativo a RAA, somente o uso de fontes alternativas. Porém essa solução pode não ser economicamente viável.
Contudo algumas medidas podem ser adotadas anteriormente a construção:
- Sílica ativa,[8]
- escória de alto forno e[8]
- pozolana.[8];
- Uso de cimentos CP II E, CP II Z, CP III, CP IV.[7]
- Uso de cimento de baixa quantidade de álcali, menos de 0,60% {\displaystyle Na_{2}O_{x}}.[1]
- Limitar os álcalis em 3 kg/m³ ou menos.[1]

Aditivos químicos como nitrato de lítio tem demostrado a eficiência abrandar a ação da RAA.
Após a construção:
- Análise petrográfica(NBR 7389/92 e ASTM C 856-02);[3]
- Método acelerado de barras de argamassa(AMBT)(ASTM 1260/05);[3]
- Método dos prismas de concreto(CPT);[3]
- Método acelerado de prismas de concreto(ACPT, ASTM C 151-05, ASTM C 227-03, ASTM C 1293-05, ASTM C 1567-04, ASTM C 151-00 );[3]
- Localização do cimento e do agregado utilizados;[3]
- Avaliação da expansão;[3]
- Injeção de pasta de cimento ("Permeation Grouting");[3]
- Medição das fissuras existentes;[3]
- Limpeza das fissuras existentes com ar comprimido;[3]
- Instalação de bicos de injeção metálicos ao longo das fissuras;[3]
- Injeção de cimento ou lítio nas fissuras;[3]
- Fechamento das fissuras exterior com grout tixotrópico;[3]
- Reforço dos blocos de fundação com disposição de cabos protendidos;[3]
- Instalação armaduras adicionais e tela soldada de aço ao longo do bloco de fundação;[3]
- Criação de junta de alívio(isopor) para evitar as expansões horizontais futuras;
- Instalação de forma de encamisamento do bloco de fundação;[3]
- Pintura externa do bloco com argamassa polimérica visando a não penetração de água no bloco de fundação[3]